# Filibert Hvalgren
Gunnar Alfons Filibert Hvalgren, född 19 februari 1921 i Valinge församling i Hallands län, död 14 december 2022 i Veddige distrikt i Hallands län, var en svensk lantbrukare och politiker (centerpartist).
Filibert Hvalgren växte upp på lantbruket Kullagård i Veddige och hans far, Assvin Hvalgren, tillhörde Bondeförbundet. Han började sin politiska gärning i Veddige landskommun. Efter kommunreformen 1971, genom vilken Varbergs kommun bildades, blev han kommunstyrelsens ordförande i den nya storkommunen. Han kvarstod på denna post till 1970-talets slut, då han lämnade politiken.
Under Hvalgrens tid som kommunstyrelsens ordförande byggdes Ringhals kärnkraftverk på Väröhalvön strax norr om Varberg. I strid med Centerpartiets officiella linje i kärnkraftsfrågan var han då en förespråkare för kärnkraften, eftersom han ansåg att de arbetstillfällen som skapades i kommunen vägde över. Statsminister Olof Palme nämnde Hvalgren i ett tal som exempel på en centerpartist som var kärnkraftsförespråkare.
Filibert Hvalgren har också kommit att förknippas med den kritiserade rivningen av Gerlachska huset 1977 och rivningstomten benämndes i folkmun "Filiberts hörna".